# Gentille (film)
Pour les articles homonymes, voir Gentil.
Pour plus de détails, voir Fiche technique et Distribution.
Gentille est un film français réalisé par Sophie Fillières, sorti le 14 décembre 2005 en France.

## Synopsis
Fontaine Leglou travaille de nuit à Paris dans une clinique psychiatrique privée en tant que médecin-anesthésiste. Bien qu'en couple avec Michel, qui l'aime et veut construire une famille avec elle, Fontaine semble au contraire très hésitante sur sa vie sentimentale, vivant de nombreuses aventures adultères au gré de ses rencontres et dans son milieu professionnel. C'est en pleine crise personnelle que Fontaine se voit demandée en mariage par Michel, ce qui la fait paniquer encore plus, cherchant à fuir par tous les moyens le moment où elle doit donner une réponse. La voilà de plus très attirée par l'un de ses patients, Philippe, lui-même docteur et interné pour trouble psychiatrique.

## Fiche technique
Sauf indication contraire, les informations mentionnées dans cette section peuvent être confirmées par la base de données cinématographiques IMDb,  présente dans la section « Liens externes ».
- Titre : Gentille
- Réalisation : Sophie Fillières
- Scénario : Sophie Fillières
- Production : Martine Marignac, Maurice Tinchant et Christian Lambert
- Budget : 3,11 millions d'euros
- Photographie : Christophe Pollock
- Montage : Valérie Loiseleux
- Décors : Antoine Platteau
- Costumes : Laurence Struz
- Pays d'origine :  France
- Format : couleur - 1,85:1 - Dolby Digital - 35 mm
- Genre : comédie
- Durée : 102 minutes
- Dates de sortie :
  - 14 septembre 2005 lors du festival international du film de Toronto
  - 14 décembre 2005 en France

## Distribution
Sauf indication contraire, les informations mentionnées dans cette section peuvent être confirmées par la base de données cinématographiques IMDb,  présente dans la section « Liens externes ».
- Emmanuelle Devos : Fontaine Leglou
- Bruno Todeschini : Michel Strogoff
- Lambert Wilson : Philippe Philippe
- Michael Lonsdale : Jean Strogoff
- Bulle Ogier : Angèle Strogoff
- Julie-Anne Roth : Cléia
- Nicolas Briançon : Jean-Jacques
- Michel Vuillermoz : Le docteur Gudarzi
- Magali Woch : Sonia
- Gabrielle Vallières : Amandine
- Gilles Cohen : Hugues
- Hossein Ghavanloo : Le cracheur de feu
- Éric Elmosnino : Marco, le destin
- Cécile Reigher : L'employée de la piscine
- Nicolas Vaude : Le type de la cafétéria
- Miglen Mirtchev : Le caricaturiste
- Alain Fillières : Dr Désert, psychanalyste (info extraite du générique et pas de IMDb)

## Production
Le tournage de Gentille a débuté le 25 octobre 2004 pour se terminer en décembre de la même année[réf. nécessaire].